# سان لويس (كولورادو)
سان لويس (بالإنجليزية: San Luis, Colorado)‏ هي بلدة تقع في مقاطعة كوستيلا، كولورادو - مقر المقاطعة بولاية كولورادو في الولايات المتحدة. تأسست عام 1851، تبلغ مساحتها 1.2 (كم²)، وترتفع عن سطح البحر 2432 م، بلغ عدد سكانها 739 نسمة في عام 2000 حسب إحصاء مكتب تعداد الولايات المتحدة وتصل الكثافة السكانية فيها 615.8 نسمة/كم2.

## وصلات خارجية
- The US50 - Cities and Towns in Colorado State
- Colorado Cities and Towns, Facts, Map, Flag, Colleges, Government, and More